# Genoa Open Challenger 2016
Il Genoa Open Challenger 2016 è stato un torneo di tennis facente parte della categoria ATP Challenger Tour nell'ambito dell'ATP Challenger Tour 2016. Si è giocato a Genova in Italia dal 5 al 11 settembre 2016 su campi in terra rossa e aveva un montepremi di €106,500+H.

## Partecipanti singolare

### Teste di serie
| Nazionalità | Giocatore               | Ranking* | Testa di serie |
| ----------- | ----------------------- | -------- | -------------- |
| Spagna      | Nicolás Almagro         | 48       | 1              |
| Argentina   | Horacio Zeballos        | 71       | 2              |
| Argentina   | Carlos Berlocq          | 76       | 3              |
| Spagna      | Roberto Carballés Baena | 103      | 4              |
| Russia      | Tejmuraz Gabašvili      | 105      | 5              |
| Uzbekistan  | Denis Istomin           | 107      | 6              |
| Rep. Ceca   | Adam Pavlásek           | 112      | 7              |
| Slovacchia  | Jozef Kovalík           | 126      | 8              |

- Ranking al 29 agosto 2016.

### Altri partecipanti
Giocatori che hanno ricevuto una wild card:
- Nicolás Almagro
- Gianluigi Quinzi
- Denis Istomin
- Edoardo Eremin

Giocatori che sono passati dalle qualificazioni:
- Hubert Hurkacz
- Danilo Petrović
- Dino Marcan
- Gianluca Mager

## Vincitori

### Singolare
Jerzy Janowicz ha battuto in finale  Nicolás Almagro con il punteggio di 7–6(5), 6–4.

### Doppio
Julio Peralta /  Horacio Zeballos hanno battuto in finale  Aljaksandr Bury /  Andrėj Vasileŭski con il punteggio di 6–4, 6–3.